# Proceroplatus trinidadensis
Proceroplatus trinidadensis är en tvåvingeart som beskrevs av Lane 1960. Proceroplatus trinidadensis ingår i släktet Proceroplatus och familjen platthornsmyggor. Inga underarter finns listade i Catalogue of Life.